# 神野寺 (君津市)
神野寺（じんやじ）は、千葉県君津市にある真言宗智山派の寺院。鹿野山琳聖院と称し、本尊は薬師如来・軍荼利明王。

## 由緒
寺伝によれば、聖徳太子により推古天皇の時代（598年）に創建された関東地方最古の寺と伝えられる。永正年間（1504年～1521年）に真言宗の僧弘範により中興されたという。

## 虎脱走事件
1979年（昭和54年）8月2日夜、当時寺の境内に併設されていた動物園で飼育されていたベンガルトラ3頭が逃げた。1頭はすぐに戻ってきたため捕獲されたが、1歳のオスとメスの2頭（体重約100キロ、体長約1.5メートル）が行方不明となった。
3日未明に寺からの通報を受けた千葉県警察は現地対策本部を設置。警察官や消防団、猟友会など計約500人による捜索が行われるとともに、周辺住民には外出禁止令が出され、大事件となった。
メスは4日朝に射殺されたが、全国の動物愛護団体などから「射殺するな」「かわいそうだ」と多数の苦情が殺到し、更に寺の住職も「時間的に余裕があったのだから射殺しなくてもよかったのではないか」と発言した。これを受けて猟友会が激怒したこともあり、捜索は一時中断した。
28日早朝、近隣住民の飼い犬がトラに襲われて犠牲になっているのが見つかった。これを受けて千葉県警の射撃能力が高い者で結成した「トラ捜索選抜隊」と猟友会員が合同で山中を捜索し、27日間に亘って逃亡を続けたオスも同日中に射殺された。
この事件を受けて寺は他の動物園に引き渡すなどして猛獣の飼育をやめ、自治体では猛獣などの危険動物の飼育・保管に関する条例の制定が進められた。
寺に隣接したマザー牧場では4日にロックコンサートのイベントが予定されていたが、事件の影響で中止となった。そのイベントに出演予定であったRCサクセション（忌野清志郎）は9月15日の渋谷屋根裏でのライブを「トラ追悼コンサート」と題した。
詩人の石垣りんはエッセイ、『焔に手をかざして』の中で、事件解決後、報道で紹介された3本の塔婆が立ち供養される写真を見て、お寺の本意はトラの供養が目的で、トラの餌食になった、犬の供養は世間体にすぎないのではないかと、発表している。
戻ってきたトラは動物商の手に渡り、引き取り手探しが行われたが、いわくつきであり各地で拒否され続けた。

## 災害
2019年9月に、関東地方を襲った令和元年房総半島台風（台風15号）の影響で、神野寺は甚大な被害を受けた。境内にある「表門」は全壊。その他、「旧護摩堂」や「奥の院」などにも被害が出たという。
その後表門は2020年1月16日から2021年12月31日にかけて保存修理工事が行われ、復旧が完了した。

## 文化財
重要文化財（国指定）
- 表門（四脚門）[8] 室町時代の建築で、大正5年（1916年）5月24日、当時の古社寺保存法に基づく特別保護建造物（現行法の重要文化財に相当）に指定された。

千葉県指定有形文化財
- 本堂[9]

千葉県指定天然記念物
- 鹿野山の大桑[10]

## 所在地
- 千葉県君津市鹿野山324-1